# 8762 Іатікула
8762 Іатікула (8762 Hiaticula) — астероїд головного поясу, відкритий 26 березня 1971 року.
Тіссеранів параметр щодо Юпітера — 3,330.